# Valle de Lierp
Valle de Lierp è un comune spagnolo di 51 abitanti situato nella comunità autonoma dell'Aragona.